# Wheaton, Kansas
Wheaton là một thành phố thuộc quận Pottawatomie, tiểu bang Kansas, Hoa Kỳ. Năm 2010, dân số của xã này là 95 người.